# Fabiola Yáñez
Fabiola Andrea Yáñez (Villa Regina, 14 de julho de 1981) é uma jornalista e atriz argentina que foi primeira-dama de seu país de 2019 a 2023.

## Biografia
Fabiola Andrea Yáñez nasceu em 14 de julho de 1981 em Villa Regina, província de Río Negro, embora tenha crescido em Alem, província de Misiones. Por parte de mãe, ela é descendente de chilenos. Sua família mudou-se para Misiones quando ela era adolescente, e ela terminou o ensino médio em Posadas.
Estudou jornalismo na Universidade de Palermo, em Buenos Aires; sua dissertação de licenciatura foi sobre a "Tensão Interdiscursiva entre Néstor Kirchner e Clarín de 2003 a 2007". Ela conheceu Alberto Fernández, então ex-chefe de gabinete de Néstor e Cristina Kirchner, enquanto fazia pesquisas para sua dissertação.

## Carreira
Ela estreou na televisão como apresentadora do Junior TV, um programa infantil no canal 3 de Rosário, entre dezembro de 2002 e janeiro de 2004. Era uma nota estritamente pessoal, um programa sobre sexualidade, para o canal 6 de Rosário e apresentadora de um programa semanal em Radio X4 Rosario. Ela modelou desfiles de moda, gráficos, produções e portfólios para os programas Look and Trend transmitidos no Canal 3 de Rosario. Participou da peça Romeu e Julieta, adaptada por Daniela Ominetti, como co-protagonista. Trabalhou na produção de um correspondente de notícias na Argentina para Telemundo e conduziu uma investigação jornalística para um documentário de cinema com Gastón Pauls e Edgardo Esteban entre 2006 e 2007.
Foi palestrante do programa Moria Casán TV, Incorrect, durante 2018 no canal de TV América; colunista no programa da Rádio 10, Común y Corriente, com Nora Briozzo e Nestor Dib, e estrelou a peça Outra Vez Papai! Depois dos 50 anos, junto com o músico Manuel Wirtz, sob a direção de Manuel González Gil.

## Primeira-dama da Argentina
Em 10 de dezembro de 2019, seu parceiro Alberto Fernández foi eleito presidente da Argentina. Ela declarou que desejava usar sua posição como uma plataforma para o trabalho social, especialmente em relação às crianças e famílias argentinas. Fabiola abraçou o título de "primeira-dama" apesar das críticas de ativistas e intelectuais feministas alinhados ao governo, como Dora Barrancos.
De janeiro a fevereiro de 2020, acompanhou Fernández em sua primeira viagem como presidente da Argentina, começando em Jerusalém, Israel, em 24 de janeiro de 2020, onde o casal presidencial se encontrou com o primeiro-ministro israelense Benjamin Netanyahu e Sara Netanyahu, visitando posteriormente Berlim e Paris. Em Paris, ela se encontrou com autoridades da UNESCO para ser informada sobre os programas de educação, inclusão e infância da organização.
Em março de 2020, Fabiola participou ao lado do Chefe de Gabinete Santiago Cafiero e da Ministra da Mulher Elizabeth Gómez Alcorta na reinauguração do Salão do Bicentenário da Mulher Argentina na Casa Rosada. Mais tarde, em abril de 2020, organizou e apresentou o Unidos pela Argentina, um evento de TV voltado para arrecadar fundos para a Cruz Vermelha Argentina para ajudar na luta contra a pandemia de COVID-19; o evento arrecadou mais de US$ 500.000 durante sua duração de 7 horas. 
Em 23 de abril de 2020, apresentou queixa contra uma agência de notícias sediada em La Plata por difamação, assédio e discriminação com base no género. 

## Vida pessoal
Fabiola teve um relacionamento com Alberto Fernández de 2014 a 2024. Durante a presidência de Fernández, o casal residia na Quinta de Olivos; antes disso, eles moravam em um apartamento no bairro de Puerto Madero, em Buenos Aires. Fernández e Fabiola possuem quatro collies: Dylan, Prócer, Keila e Blue. 
Em 23 de setembro de 2021, a unidade médica do gabinete presidencial anunciou que Fabiola estava esperando o primeiro filho. A criança chamada de Francisco Fernández Yáñez, nasceu em 11 de abril de 2022 no Sanatório Otamendi, em Buenos Aires.  Em agosto de 2024, Fabiola e Francisco Yáñez residiam na Espanha.
Em agosto de 2024, ela acusou Fernández de violência doméstica durante seu mandato como presidente e primeira-dama; Fernández negou as acusações. Ele está atualmente proibido por um tribunal argentino de deixar o país enquanto a investigação estiver em andamento.